# گری فیگروا
گری فیگروا (انگلیسی: Gary Figueroa؛ زادهٔ september ۲۸, ۱۹۵۶ (۶۸ سال)) ورزشکار واترپلو اهل ایالات متحده آمریکا است.
وی در مسابقات کشوری و بین‌المللی در مجموع برندهٔ ۱ مدال نقره شده‌است.